# 書店員ミチルの身の上話
『書店員ミチルの身の上話』（しょてんいんミチルのみのうえばなし）は、NHK総合テレビジョン「よる★ドラ」枠（火曜日22:55 - 23:24〈JST〉）で2013年1月8日から3月12日まで放送された日本のテレビドラマ。全10話。毎回放送翌週の月曜0:40 - 1:09（日曜深夜）に同局で再放送される。
佐藤正午の小説『身の上話』を原作としたサスペンス仕立ての連続ドラマ。戸田恵梨香が演じる平凡な人生を送っていた主人公・ミチルが、あるとき2億円の宝くじの当たりくじを手にいれたことから、ミチル自身をはじめその周辺の人々の運命が狂いだす物語を、ミチルの夫と名乗る男が妻の身の上話を語るという形で描く。
放送はNHKオンデマンドでも配信される。

## 企画・制作
本作はテレビマンユニオン所属の合津直枝が、演出・脚本・プロデュースを1人で手がけるという珍しい制作体制がとられている。放送は2013年であるが、撮影は前年2012年の10月から行われ、11月20日にクランクアップしており、長崎県、東京都、京都市の東寺、智積院、無鄰菴などで撮影が行われた。
ドラマ化では原作に忠実でありつつ、竹井輝夫の叔母が沢田早苗であるなど、独自の設定を盛り込んでいる。
主演の戸田恵梨香は、合津の企画書を読んで出演を即決、それまでのロングヘアを切って、原作単行本の表紙絵のイメージに近いショートボブにし、ふっくらした印象を出すために「1食1合のご飯」を食べたり、ファッションのアイデアを出すなどキャラクター作りに積極的に参加している。また、このドラマで「芝居ではないような芝居」をやりたいという決意を述べていた。
なお、「よる★ドラ」枠は本作の放送終了後新作が製作されておらず、事実上廃枠になったとみられることから、2015年現在本作が「よる★ドラ」枠最後の作品となっている。

## あらすじ
長崎県の書店で働く平凡な女・古川ミチルには、上林久太郎という彼氏がいるが、東京の出版社から書店営業に来る豊増一樹と不倫している。ある日、ミチルは同僚の初山春子の協力で仕事を抜け出して彼を見送りに行き、その途中で書店員たちに頼まれた宝くじを購入する。しかし、豊増と会って離れがたくなったミチルは、そのまま彼と一緒に東京行きの飛行機に乗ってしまう。すぐに帰ろうと考えていたミチルだったが、ホテルで一夜を過ごした翌日、寝坊して帰りの飛行機に乗り遅れて帰る気をなくし、長崎の同僚や家族に嘘をついてそのまま東京在住の幼なじみ・竹井輝夫の部屋に身を寄せ、豊増との関係を続ける。
ミチルの行動に怒った父親は「兵糧攻め」と称して彼女の銀行口座から金を引き上げ、ミチルは東京での生活に困窮する。そんな時、頼まれて買った宝くじの1枚が2億円の当選くじだと知ったミチルは、1枚余分に買ったくじのうちその当選券を自分のものとする。ミチルは当選金受取の銀行の行員に手渡された当選者の心得冊子に従い、2億円のことは誰にも話さず、東京で地道に新しい生活を始めようとする。しかし、新しい部屋に移った彼女と、引越しを手伝った竹井の後輩・高倉恵利香の元に、久太郎が現れる。彼はミチルに対する豊増の思いは遊びだといい、彼女の不倫に目をつぶって長崎に戻ろうと乱暴に迫る。それを見た恵利香は久太郎をフライパンで殴り、倒れた久太郎は頭部を強打し動かなくなってしまう。状況におびえるミチルたちのもとにやってきた竹井は、久太郎がすでに死亡したことを知り、警察に連絡しようというミチルを押しとどめて高倉とともに彼の遺体をどこかへ遺棄する。竹井の指示で、久太郎が訪ねてこなかったことにして口裏を合わせ生活するミチルは罪の意識に悩まされる。その頃長崎では、小さな町の売り場から2億円の当選が出たため、豊増のもう一人の不倫相手である立石武子（タテブー）は、嫉妬も手伝ってミチルが2億円を手にしたのではないかと憶測する。
一方で、豊増は会社の金を使い込んでいたことがばれ、追い込まれてミチルの元にやってくる。ミチルのために自分は破滅したのだという豊増に、ミチルは彼が必要とする金を用立てる代わりに別れを告げる。その後、高倉は殺人を犯したことに思い悩み、竹井からの無言の圧力が怖いとミチルに語った後、電車に飛び込み自殺してしまう。だが、ミチルは高倉の荷物から豊増のメモを発見し、竹井たちが彼に接触したことを知る。そして豊増も失踪し、ミチルは竹井が豊増を殺して死体を遺棄し、高倉も殺したのだと思うようになる。竹井は長崎に祖母の葬儀のため帰り、そこでミチルが2億円を横取りしたと言い触らすタテブーの姿を見かける。ミチルは長崎から戻った竹井を問い詰めるが、彼は殺害を否定せず、さらに宝くじの件を知っていることを告げ、ミチルと自分の幸せを守るためなら何でもするという。ミチルは衝動的に、竹井の頭部にフライパンを振り下ろして逃げる。
ミチルは彼女を心配して上京した初山に会うが、罪の意識にさいなまれながらも全てを話すことはできない。そんな時、ミチルは都内でタテブーの姿を見かけ、逃げるように長距離バスに乗って放浪の旅に出る。出会った親切な老夫婦と一緒に京都を観光し、娘と死別した夫婦の悲しみに心を動かされたミチルは長崎に帰るが、父の姿を見ると声をかけることができずその場を去ってしまう。さらに、初山からタテブーが失踪したと聞いたミチルは、竹井が生きていて殺人を重ねていることを知る。その夜、打ちひしがれてバスターミナルのベンチに座るミチルに、後の夫となる男・香月憲剛が声をかける。香月は彼女を実家の母が営む食堂兼旅館に泊まらせる。やがてミチルは食堂で働くようになるが、竹井はミチルの居場所を探し当て電話をかけてくる。香月は、おびえるミチルに2億円や殺人のことなど全てを聞いた上で、竹井から彼女を守ると宣言する。
その後、二人は結婚、ミチルは妊娠し、幸せな日々を送っていた香月の元を竹井が訪れる。竹井は香月の過去を調べ上げており、彼が離婚話の際に前妻を殺し、死体を遺棄したことを指摘、そのことを告発するか香月が自殺するかを迫る。ミチルを守れるのは自分だけだと語る竹井の異様な執着を知った香月は、自らの罪を公にして竹井とミチルを死体遺棄罪で告発することで、竹井からミチルを守る。ミチルはお腹の子供とともに、教会で祈りながら香月が帰る日を待つ。

## 出演

### 主要人物
古川 ミチル（ふるかわ ミチル）
演 - 戸田恵梨香（幼少期：堰沢結衣）
地元長崎にある広林堂書店で働く書店員。幼い頃に母と死別した以外は平凡な人生を歩み、父の言いなりに希望していた進学を諦め、書店に縁故採用され就職している。恋人の久太郎とは結婚を考える間柄だが、このまま彼と結婚するのは「何か違う」と思い、東京から来る豊増を退屈な世界から連れ出してくれる「王子様」のように思い、不倫の関係を持つ。
竹井 輝夫（たけい てるお）
演 - 高良健吾
ミチルより2歳年下の幼馴染で地元の後輩。沢田早苗の甥で東京の大学に進学する。ミチルからは男性として意識されておらず、ゲイだと思われているが、幼い頃からずっとミチルを想い続けている。
上林 久太郎（かんばやし きゅうたろう）
演 - 柄本佑
ミチルの彼氏。上林宝飾店の経営者を父親に持つ、苦労知らずの跡取り息子。人は良いが、誕生日のデートにファミレスを選びプレゼントに20万円の釣り竿を贈るなどセンスがずれており、ミチルの内心の不満に気付かない。
高倉 恵利香（たかくら えりか）
演 - 寺島咲
竹井の大学の後輩。ミチルとも親しくなる。自称・竹井の交際相手だが、久太郎殺害以来、竹井を恐れ、心労から髪が白くなり塞ぎこんでしまう。
豊増 一樹（とよます かずき）
演 - 新井浩文
ミチルの不倫相手。光潤社書籍販売部主任。ミチルだけでなく、立石とも性的関係にある。派手な女性関係の一方でカラ出張などで会社の経費を使い込んでおり、ついには解雇され妻にも捨てられる。
ミチルの夫 ／ 語り
演 - 大森南朋
バスの運転手。第9話終盤まで語りのみで劇中には登場しない。勤務するバス会社の境町バスターミナルでミチルに出会い、声をかける。本名は香月 憲剛（こうづき けんご、最終話のみ個人名でクレジット）。前妻に離婚を迫られた際に「つまらない男」となじられ、衝動的に彼女を運転するバスで轢き殺し、死体をバスターミナルの裏に埋めていた。

### 広林堂書店
初山 春子（はつやま はるこ）
演 - 安藤サクラ
ミチルの友人で同期入社。東京に出奔したミチルと連絡を取りあう。豊増に不審を抱き、ミチルの不倫関係を心配している。
立石 武子（たていし たけこ）　/　タテブー
演 - 濱田マリ
ミチルの先輩社員。単行本担当者。ミチルたちには陰でタテブーと呼ばれる。彼女もまた豊増と不倫しており、ミチルの若さに嫉妬する。使い込みで解雇され連絡を絶った豊増を心配して上京後、失踪する。
沢田 早苗（さわだ さなえ）
演 - 浅田美代子
ミチルの上司。店長代理。竹井の叔母にあたり、独身のまま長い間、寝たきりの母（竹井の祖母）を介護し、最期を看取る。

### ミチルの家族
古川 千秋（ふるかわ ちあき）
演 - 波瑠
ミチルの妹。美容専門学校に通う。姉の生き方は「風まかせ」に流されるままだと考え、早くから自立した道を目指している。
古川 志摩子
演 - 滝沢涼子
ミチルの義母。継徳の後妻。
ミチルの実母
演 - 鍵本景子
ミチルが幼い時に病気で死亡している。
古川 継徳
演 - 平田満
ミチルの父親。釣り船店ふるかわ丸を営んでいる。

### その他
宝くじ売り場の女（長崎）
演 - 大島蓉子
ミチルに宝くじを売った売り場の係員。
宝くじ売り場の女（東京）
演 - 田島令子
ミチルが宝くじの当選を確認した売り場の係員。
しゃぶしゃぶ屋店員
演 - 螢雪次朗
ミチルと一樹が食事に行ったしゃぶしゃぶ店の店員。
豊増 妙子
演 - 遊井亮子
一樹の妻。夫との間に子供が欲しいと真剣に考え、不妊治療に励んでいる。
山本 トキ子（やまもと ときこ）
演 - 堀杏子
みつば銀行お客様サービス課行員。宝くじを当てたミチルの担当者。高額当選者のための冊子『宝くじ読本』を渡し、当選者が幸運に浮かれて身を滅ぼさないようアドバイスする。
書店主
演 - 春海四方
ミチルが東京でバイトする書店の店主。
三根男
演 - 遠山俊也
継徳の漁師仲間。
大浦 杜夫（おおうら もりお）
演 - 石橋蓮司
大浦 真知子（おおうら まちこ）
演 - 梅沢昌代
上記2名は高速バスの車内でミチルに声を掛け、一緒に京都観光をしないかと提案する老夫婦。交通事故で娘を亡くす。
香月 聖子
演 - 吉村実子
香月の母。小さな食堂兼旅館「香月食堂」を営む。
香月 あけみ（こうづき あけみ）
演 - 霧島れいか
香月の前妻。夫を「つまらない男」と軽蔑し、離婚届を渡して姿を消す。
梅沢 静江
演 - 山田真歩
香月の勤務するバス会社の女性事務員。

## スタッフ
- 原作 - 佐藤正午『身の上話』
- 脚本・演出 - 合津直枝（テレビマンユニオン）
- 音楽 - 梅林茂
- 撮影-柳田裕男
- 演奏 - ARIGAT-ORCHESTRA
- 主題歌 - U-Kiss「Alone」（avex trax）
- 制作統括 - 加賀田透、合津直枝（テレビマンユニオン）
- 制作著作 - NHK、テレビマンユニオン

## 作品の評価
脚本家の大石静は、放送中から本作について「企画・脚本・演出のすべてが見事で驚きだ」とブログで評価、主演の戸田の芝居についてもリアルで「演技賞もの」と称賛していた。
ノンフィクション作家の山下柚実は、あり得ない物語設定にもかかわらずリアリティに引き込まれたと語り、主役から脇役に至るまで芝居上手な役者の配置と、説明セリフを排した演出、ロケ地やセットなどの的確な選定などによる、「映画的」な映像センスを評価して2013年1月期のドラマの中でも「極私的1位」に推している。また、ライターの吉田潮は、不倫する既婚男性やおとなしいと思っていた彼女に二股をかけられるなど、男性の登場人物に自分を重ね合わせるといたたまれなくなるような「痛い現実」の連続で、ビジネスマン世代の男性に「有事の際の対処法」の「イメージトレーニング」と称してこのドラマを薦めている。

## 放送日程
| 各話                                                      | 放送日  | 再放送  | サブタイトル |
| --------------------------------------------------------- | ------- | ------- | ------------ |
| 第1話                                                     | 1月08日 | 1月14日 | 平凡な女     |
| 第2話                                                     | 1月15日 | 1月21日 | 嘘           |
| 第3話                                                     | 1月22日 | 1月28日 | 宝くじ       |
| 第4話                                                     | 1月29日 | 2月04日 | 秘密         |
| 第5話                                                     | 2月05日 | 2月11日 | 後始末       |
| 第6話                                                     | 2月12日 | 2月18日 | 疑念         |
| 第7話                                                     | 2月19日 | 2月25日 | 別れ話       |
| 第8話                                                     | 2月26日 | 3月04日 | 正体         |
| 第9話                                                     | 3月05日 | 3月11日 | 放浪         |
| 最終話                                                    | 3月12日 | 3月18日 | 告白         |
| 平均視聴率 6.1%（視聴率は関東地区・ビデオリサーチ社調べ） |         |         |              |

## 関連商品
書店員ミチルの身の上話 Blu-ray BOX
2013年7月17日発売、発売元：NHKエンタープライズ、販売元：ポニーキャニオン。
3枚組・300分、リージョンフリー。
書店員ミチルの身の上話 DVD-BOX
発売日・枚数など同上。リージョン2。